# Chaco (película de 2020)
Chaco es una película coproducción de Bolivia y Argentina filmada en colores dirigida por Diego Mondaca sobre su propio guion escrito en colaboración con César Díaz y Pilar Palomero que se estrenó el 29 de noviembre de 2020 en Bolivia y que tuvo como actores principales a Mauricio Toledo, Raimundo Ramos, Fabián Arenillas	y Fausto Castellón.

## Sinopsis
Durante la Guerra del Chaco un pequeño regimiento de soldados indígenas bolivianos, aymaras y quichuas está dirigido por el  comandante alemán Hans Kundt, obstinado en continuar su misión pese al hambre, el calor y la sed.

## Reparto
Participaron del filme los siguientes intérpretes:
- Mauricio Toledo	...	Teniente Rogelio
- Raimundo Ramos	...	Cabo Liboro
- Fabián Arenillas	...	Capitán alemán
- Fausto Castellón	...	Soldado Jacinto
- Omar Calisaya	...	Soldado Ticona
- Jorge Arias	...	Suboficial Eliseo
- Ariel Muñoz	...	Teniente Benítez
- Miguel Ángel Rodríguez	...	Suboficial Caballo
- Juan Aguayo	...	Soldado Vicente
- Alex Marcial	...	Soldado Alex
- Edmundo Conde	...	Soldado Edmundo
- Eros Zamorano Ramallo	...	Soldado Nino
- Benjamin Samuel M. Perez ...  Soldado gallo
- Hernán Pari Salome	  ...	Soldado El Duende
- Javier Tintaya	...     Soldado Tintaya
- Luis Moraile	...	Soldado Popeye
- Roberto Ignacio Mamani	...	Soldado El Lagarto
- Renaldo Casu	...	Tamborillero
- Juana Rivero	...	Nativa
- Pablo Rivero …Nativo

## Comentarios
Cédric Lépine en el sitio mediapart.fr opinó:

”Hay un poco de la locura del Aguirre de Werner Herzog en este viaje donde todos se enfrentarán a sus demonios, así como a la estupidez inherente de esta guerra...ningún otro enemigo aparecerá en la pantalla, como recordatorio de que el primer peligro de un soldado es su relación con sus armas que adormece sus reflejos básicos de supervivencia. La película demuestra en un ambiente rayano en la locura, la autodestrucción de un ejército.

Ezequiel Boetti en el sitio otroscines.com opinó:

”Película menos “de” guerra que sobre sus efectos en hombres que no estaban preparados para enfrentarla en su real dimensión, en Chaco no se dispara ni una bala ni se representa una lucha sangrienta. Lo que hay es…una espera constante como disparador de tensiones internas…y de un progresivo deterioro psicológico, todo en medio de un calor que Mondaca logra transmitir mediante una cámara siempre cercana a los cuerpos transpirados y sedientos cuyos destinos son víctimas de una locura colectiva.

Kevin Holmes en el sitio lajuegueramagazine escribió:

”Diego Mondaca cuida de no hacer “cine bélico”… Aquí no hay balas. Su ética narrativa está lejos de querer retratar héroes y mucho menos presentar la Guerra del Chaco como una gesta sudamericana… “Las personas como usted también pueden llegar muy lejos”, le dice en una oportunidad el Capitán alemán al Cabo Liborio. Yo solo puedo ver que ambos llegaron al mismo punto indeseado, aunque seguramente uno podría anotarse en la historia y el otro, no.”

## Premios y nominaciones
Festival de Cine de Gijón 2020
- Premio a la  Mejor película  de la Sección "Tierres en trance".

Festival Internacional de Cine de Róterdam 2020
- Nominada al Premio Futuro Brillante para la Mejor Primera Película